# Brock Pierce
Brock Pierce (Minnesota, 14 novembre 1980) è un imprenditore e attore statunitense.
Attualmente imprenditore, ha lavorato in passato nel mondo del cinema nell'età adolescenziale, tra il 1992 e il 1997, in alcuni film tra cui Piccola peste s'innamora, Earth Minus Zero e First Kid - Una peste alla Casa Bianca. Nel 2001 ha creato la Internet Gaming Entertainment (IGE), società di vendita di beni virtuali, e nel 2014 è diventato direttore della Bitcoin Foundation.
Nel 2020 si candida come indipendente alla presidenza degli Stati Uniti d'America.